# Clutter-Map
Clutter-Map ist in einem Radargerät eine geografische Karte, auf der die Lage und die Größe von Festzielen (z. B.: Windkraftanlagen, Küstenlinien, Ölbohrinseln usw.) verzeichnet sind. Vor der digitalen Radarsignalverarbeitung war das ein Bild, welches neben dem Arbeitsplatz des Funkorters hing und welches er sich einprägen musste, um Ziele zu erkennen, die durch die Festziele der sogenannten „örtlichen Rose“ nahe dem Standort des Radargerätes verdeckt wurden.
In der digitalen Radarsignalverarbeitung ist die Clutter-Map eine Datenbank. Es wird für jeden Seitenwinkel und dort für jede Rangecell die gemittelten Echoamplituden als Datenwort gespeichert und nur dann angezeigt, wenn sich das Datenwort von Scan zu Scan (d. h. beim Aufklärungsradar: von einer Umdrehung zur nächsten) geändert hat. Der Inhalt dieser Clutter-Map kann auch zur dynamischen Einstellung der STC-Kurve genutzt werden.
Besonders wichtig sind diese Karten heute bei Windkraftanlagen, da die sich drehenden Rotorblätter, auf Grund des Dopplereffekt, eine Geschwindigkeit vorgaukeln. Bei einem schräg auf das Windrad auftreffendem Radarsignal reflektiert jedes drehende Rotorblatt mehrere Echos mit unterschiedlichen Dopplerfrequenzen. Hierbei entsteht an der Rotorblattspitze eine deutlich höhere Dopplerfrequenz als an der Drehachse. Jede auftretende Dopplerfrequenz erzeugt innerhalb des Radargerätes ein neues Ziel, welches aber nicht zur Anzeige kommen muss. Die auftretenden Dopplereffekte stehen im direkten Gegensatz zum eigentlich fest stehendem Ziel und können bei einem großen Windpark schnell zu einer Überlastung des Radars führen. Hier muss in der Datenbank auch mögliche Änderungen des Echosignals abhängig von Windrichtung und Windgeschwindigkeit gespeichert werden.
In einem Wetterradar müssen diese störenden Festzielechos von dem aktuellen Echosignal subtrahiert werden, um die Reflektivität der Niederschlagsmengen an diesem Punkt direkt über dem Festziel zu berechnen.
Erstellt werden derart Clutter-Maps mittels statistischer Methoden. Über einem längeren Zeitraum werden alle Echosignale innerhalb eines jeweiligen Seitenwinkel- und Entfernungsrasters addiert. Zufällige Störsignale oder Echos von Zielzeichen werden dabei dekorreliert. Festziele erscheinen jedoch in jeder Scan-Periode (oder Antennenumdrehung) und liefern in der Summe ein wesentlich stärkeres Signal als zufällige, gelegentlich auftretende Störungen. Mit einem hart eingestellten Schwellwert werden diese zufälligen Störungen ausgeblendet und es verbleibt eine digitale Clutter-Map. Diese Clutter-Map kann für jedes Rasterelement als Schaltsignal verwendet werden, um von einem Videoverarbeitungskanal auf einen anderen (zum Beispiel mit einem Kanal mit Festzielunterdrückung) umzuschalten.